# Озд
Озд (мађ. Ózd) град је у Мађарској. Озд је други по величини град у оквиру жупаније Боршод-Абауј-Земплен.
Град има 36.377 становника према подацима из 2008. године. Овде постоји ФК Озд.

## Географија
Град Озд се налази у северном делу Мађарске, близу границе са Словачком. Од најближег већег града Мишколца Озд је удаљеноко 40 километара северозападно. Град се налази у области Земплен планина, које су ободне планине Карпатског ланца ка Панонији.

## Становништво
По процени из 2017. у граду је живело 32.827 становника.
| 1990.  | 2001.  | 2011.  | 2017.  |
| ------ | ------ | ------ | ------ |
| 43.592 | 39.371 | 34.481 | 32.827 |

## Партнерски градови
- Ходмезевашархељ